# سلطان المريشد
سلطان المريشد من محافظة الحريق مواليد 4 نوفمبر 1991 في، السعودية، هو لاعب كرة قدم سعودي يلعب حالياً لنادي ساجر.

## مسيرة اللاعب
كانت بداياته مع نادي الشباب و لعب بعدها مع نادي المجزل ونادي الكوكب ونادي الدرعية ونادي ساجر.

## روابط خارجية
- سلطان المريشد على موقع Soccerway.com (الإنجليزية)